# Хедланд (Алабама)
Хедланд (енгл. Headland) град је у америчкој савезној држави Алабама. По попису становништва из 2010. у њему је живело 4.510 становника.

## Демографија
Према попису становништва из 2010. у граду је живело 4.510 становника, што је 987 (28,0%) становника више него 2000. године.
| Група             | 2000.         | 2010.         |
| Белци             | 2.376 (67,4%) | 3.144 (69,7%) |
| Афроамериканци    | 1.102 (31,3%) | 1.238 (27,5%) |
| Азијати           | 3 (0,1%)      | 12 (0,3%)     |
| Хиспаноамериканци | 7 (0,2%)      | 65 (1,4%)     |
| Укупно            | 3.523         | 4.510         |